# Cloromenita
La cloromenita es un mineral de la clase de los óxidos. Recibe el nombre de los términos chloros; verde, y mene; luna, refiriéndose a la presencia del selenio como elemento esencial.

## Características
La cloromenita es un óxido de fórmula química Cu9(SeO3)4O2Cl6. Fue aprobada como especie válida por la Asociación Mineralógica Internacional en 1996. Cristaliza en el sistema monoclínico. Su dureza en la escala de Mohs se encuentra entre 1,5 y 2,5.
Según la clasificación de Nickel-Strunz, la cloromenita pertenece a "04.JG - Selenitas con aniones adicionales, sin H2O" junto con los siguientes minerales: prewittita, georgbokiïta, parageorgbokiïta, ilinskita, sofiïta, francisita, derriksita y alocalcoselita.

## Formación y yacimientos
Fue descubierta en la fumarola Novaya, que se encuentra en el segundo cono de escoria del avance norte de la Gran erupción fisural del volcán Tolbachik, un volcán ruso de la provincia de Kamchatka, en el distrito federal del Lejano Oriente. Se trata del único lugar en todo el planeta donde ha sido descrita esta especie mineral.